# Vallon de l'Ourtou
Le vallon de l’Ourtou est une petite vallée des Pyrénées située dans la commune de Val-de-Sos, au sud du village de Goulier, en Ariège. Il est orienté au nord-nord-ouest. Son point le plus bas, au niveau du torrent, sous l’Orri, se situe à 1 236 m d'altitude et son point le plus haut culmine à 2 472 m à la Pique d'Endron.

## Géographie
Cette petite vallée où s'écoule le ruisseau de Goulier, non desservie par une route, est logée entre les coteaux du bois des Trincades à l'ouest et le bois du Cauderas à l'est, au-delà duquel se trouve la station de Goulier Neige.
La roche du vallon de l'Ourtou est essentiellement siliceuse.
Son versant sud-sud-est est surplombé par la Pique d'Endron (2 472 m) dans le périmètre du parc naturel régional des Pyrénées ariégeoises.

## Flore et faune
Parmi les 57 espèces observées, plusieurs sont des espèces d’oiseaux classées prioritaires au niveau européen :
- le gypaète barbu (non-nicheur sur le site)
- le vautour fauve (non-nicheur sur le site)
- l’aigle royal (non-nicheur sur le site)
- le lagopède alpin
- la perdrix grise des Pyrénées (sous-espèce endémique)
- le pic noir
- l’alouette lulu
- le crave à bec rouge
- le tichodrome échelette, espèce rare

Autres espèces d'avifaune présentes :
- l'hirondelle de rochers
- le pipit spioncelle
- l'accenteur alpin
- le merle à plastron
- la grive draine
- la mésange huppée
- la mésange noire
- le grimpereau des bois
- le chocard à bec jaune
- le grand corbeau

Parmi les insectes, l’apollon, espèce protégée et caractéristique du milieu montagnard, a été identifié. Sa reproduction sur le site est probable mais demanderait à être confirmée.
La flore est caractéristique du milieu montagnard sans être pour autant exceptionnelle, hormis la présence du rossolis à feuilles rondes, espèce protégée et caractéristique des milieux humides acides de montagne tels que mouillères et tourbières, et des grassettes (Pinguicula vulgaris). Ces deux espèces sont des plantes carnivores.